# 乔治·赫里奥特学校
乔治·赫里奥特学校（George Heriot's School）是苏格兰爱丁堡的一所独立学校，包括小学和中学，位于爱丁堡老城的劳里斯顿坊（Lauriston Place），有超过1600名学生，155名教学人员和80名非教学工作人员。 它创建于1628年，名为“乔治·赫里奥特慈善院”，根据皇家金匠乔治·赫里奥特的遗愿建立，并于1659年开学。

## 建筑
学校围绕一个大方庭，用砂岩建造。。学校的主楼为文艺复兴建筑，为威廉·华莱士的作品，直到他在1631年去世。继任者为威廉·艾图恩和John Mylne。1676年，威廉布鲁斯爵士设计北立面的中央塔楼，最终于1693年完成。主楼是爱丁堡城墙外建造的第一个大型建筑。

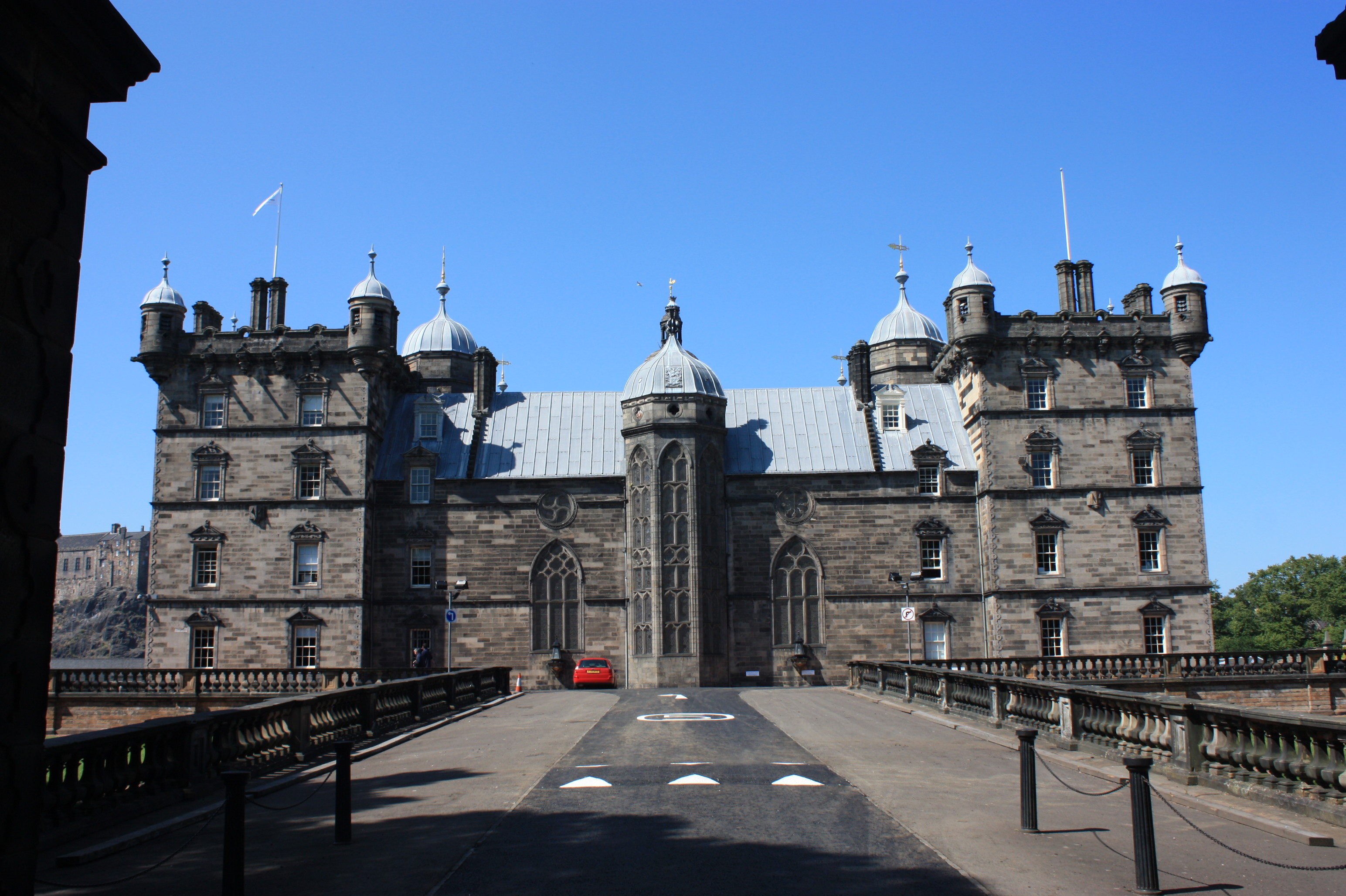
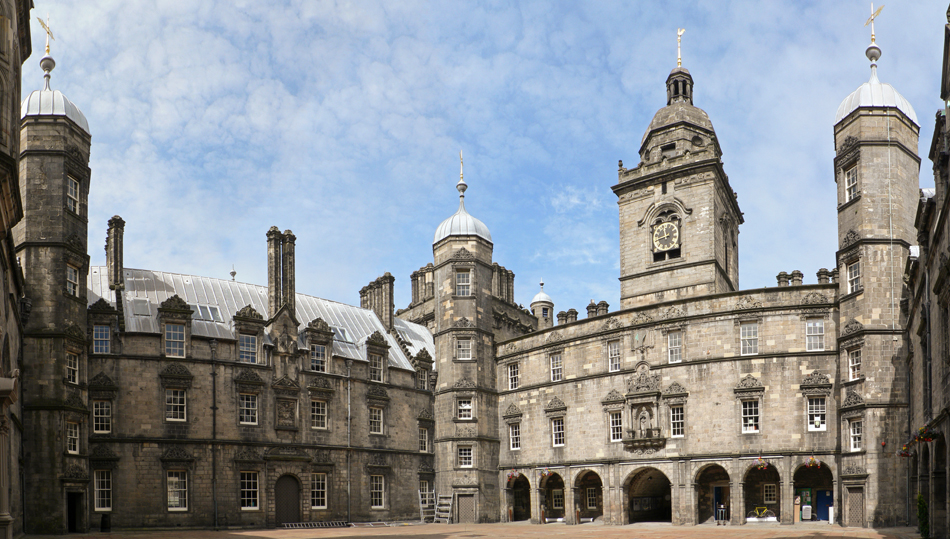
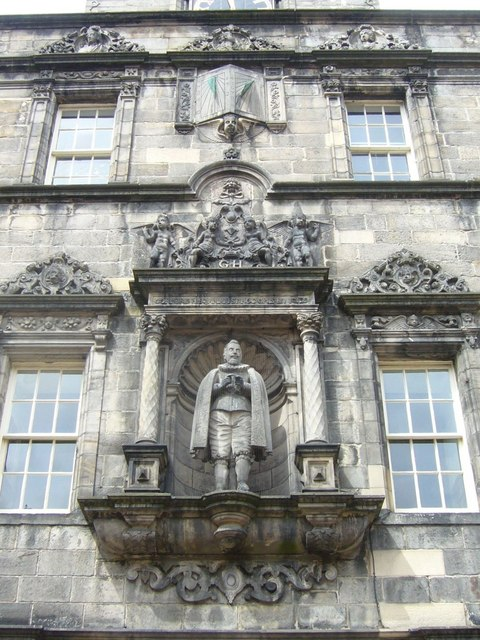
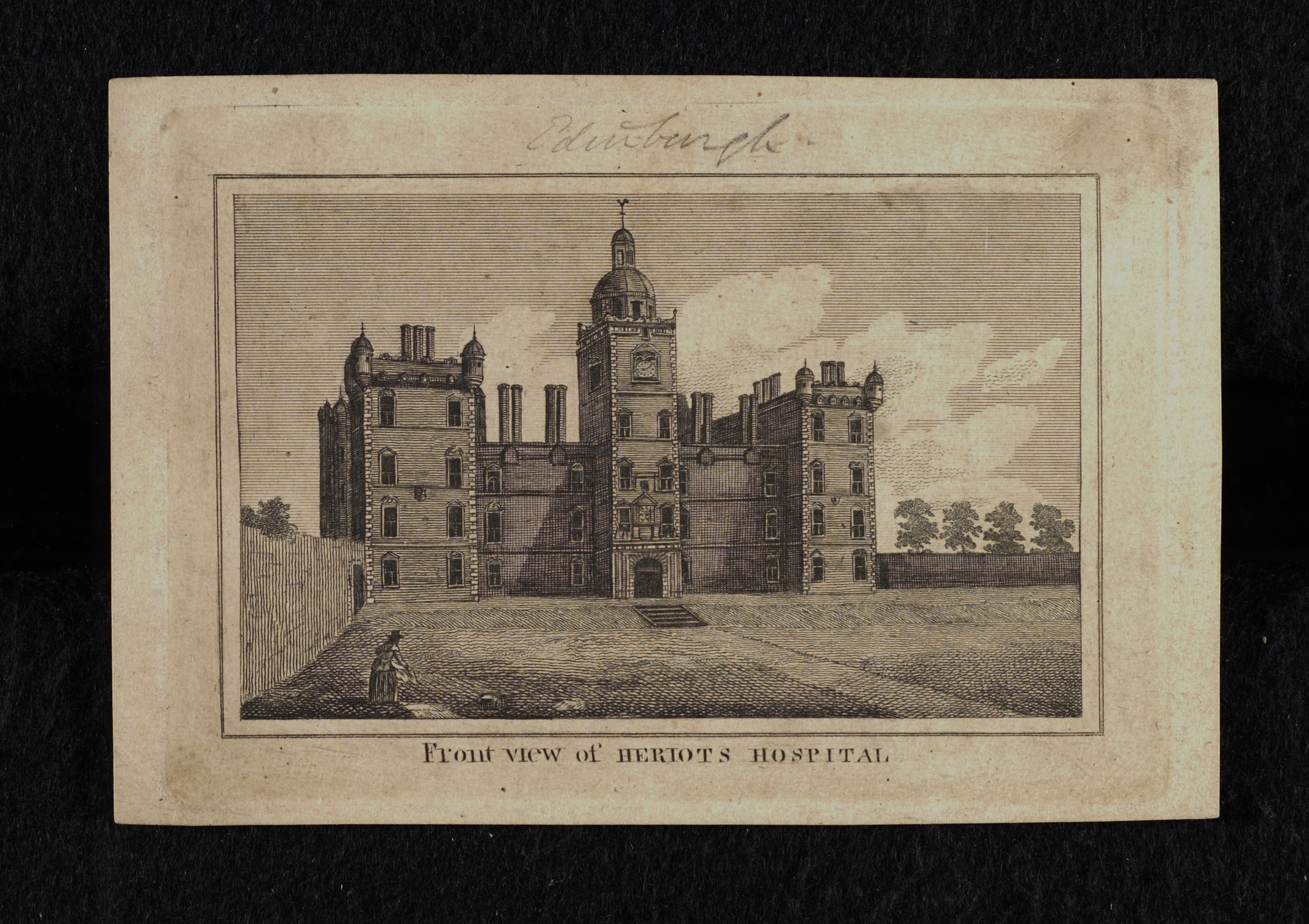
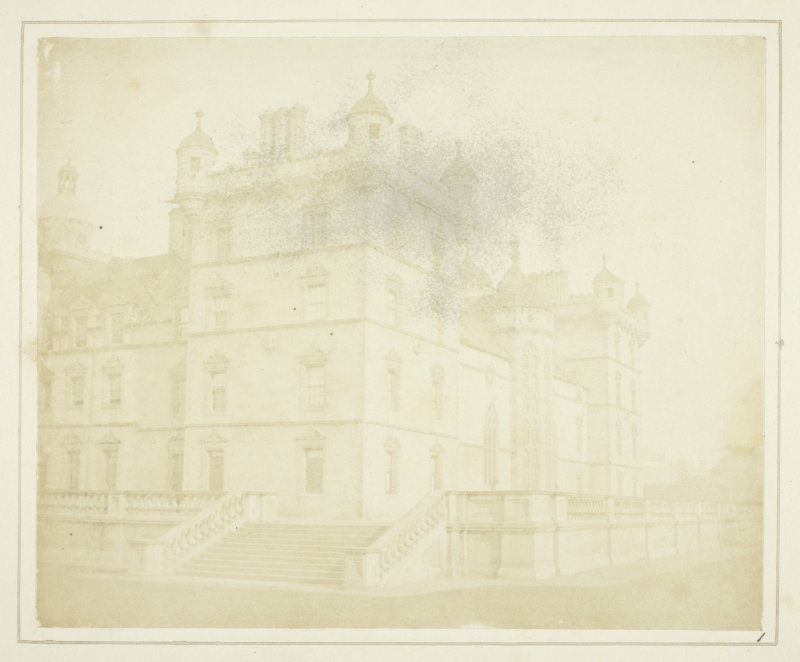
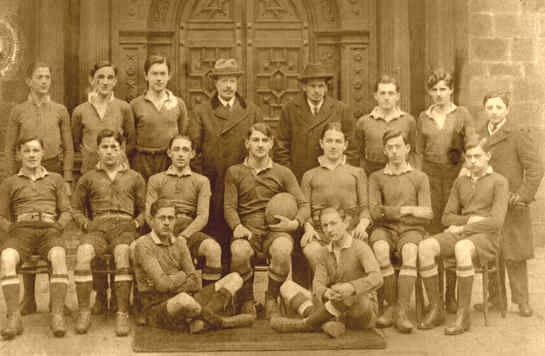